# Lamberto Visconti di Eldizio
Lamberto Visconti di Eldizio (... – Pisa, 1225) fu unico giudice di Gallura dal 1218, quando scomparve la giovane moglie Elena di Gallura, fino alla sua morte avvenuta nel 1225.

## Biografia
Lamberto era uno dei membri della nobile famiglia dei Visconti di Pisa e il primo di questa dinastia a governare in Sardegna, egli insediò stabilmente la sua famiglia sull'isola, dove rimase protagonista per circa un secolo.
Suo nonno, Alberto Visconti di Pisa, fu patrizio della città toscana, carica che assunse anche suo padre Eldizio Visconti di Pisa, il quale divenne poi anche console (1184-1185). Lamberto e suo fratello Ubaldo Visconti di Eldizio ricoprirono anch'essi la carica di patrizi e poi quella di podestà. La nonna di Lamberto fu Aligarda, mentre sua madre era una figlia del giudice Torchitorio III di Cagliari (quindi Lamberto poteva vantare degli eventuali diritti anche su questo regno).
Elena, giovane erede del giudicato di Gallura e ultima dei Lacon-Gunale, scelse di sua spontanea volontà di sposare Lamberto, nonostante papa Innocenzo III, di cui il territorio era vassallo, avesse organizzato un matrimonio con un suo parente.
Nel 1209 il giudice Comita III di Torres invase la Gallura, occupò Civita e per breve tempo spadroneggiò sul giudicato, ma presto Lamberto e i suoi alleati pisani lo scacciarono. Tra il 1210 e il 1215, con un maggiore supporto da parte della repubblica di Pisa, Lamberto attaccò il Logudoro e l'Arborea. Poi nel 1215, approfittando della debolezza di Benedetta di Cagliari, raccolse una vasta flotta e sbarcò un esercito a Cagliari, dove occupò la collina che dominava la città e la fortificò. Quindi lasciò al fratello Ubaldo il compito di conquistare il resto del regno.
Nel 1220 Lamberto, dopo la morte del giudice Torchitorio IV di Cagliari, combinò il matrimonio con la sua vedova, Benedetta, tramite suo fratello Ubaldo. In questa maniera i due fratelli giunsero a dominare metà della Sardegna, perché mentre ormai Lamberto dominava da solo la Gallura, in seguito alla morte della moglie Elena (1218), Ubaldo ormai controllava anche il giudicato cagliaritano.
Dopo la sua morte, avvenuta nel 1225, gli successe il figlio Ubaldo II, coniugato con Adelasia di Torres.